# Hiram Abiff

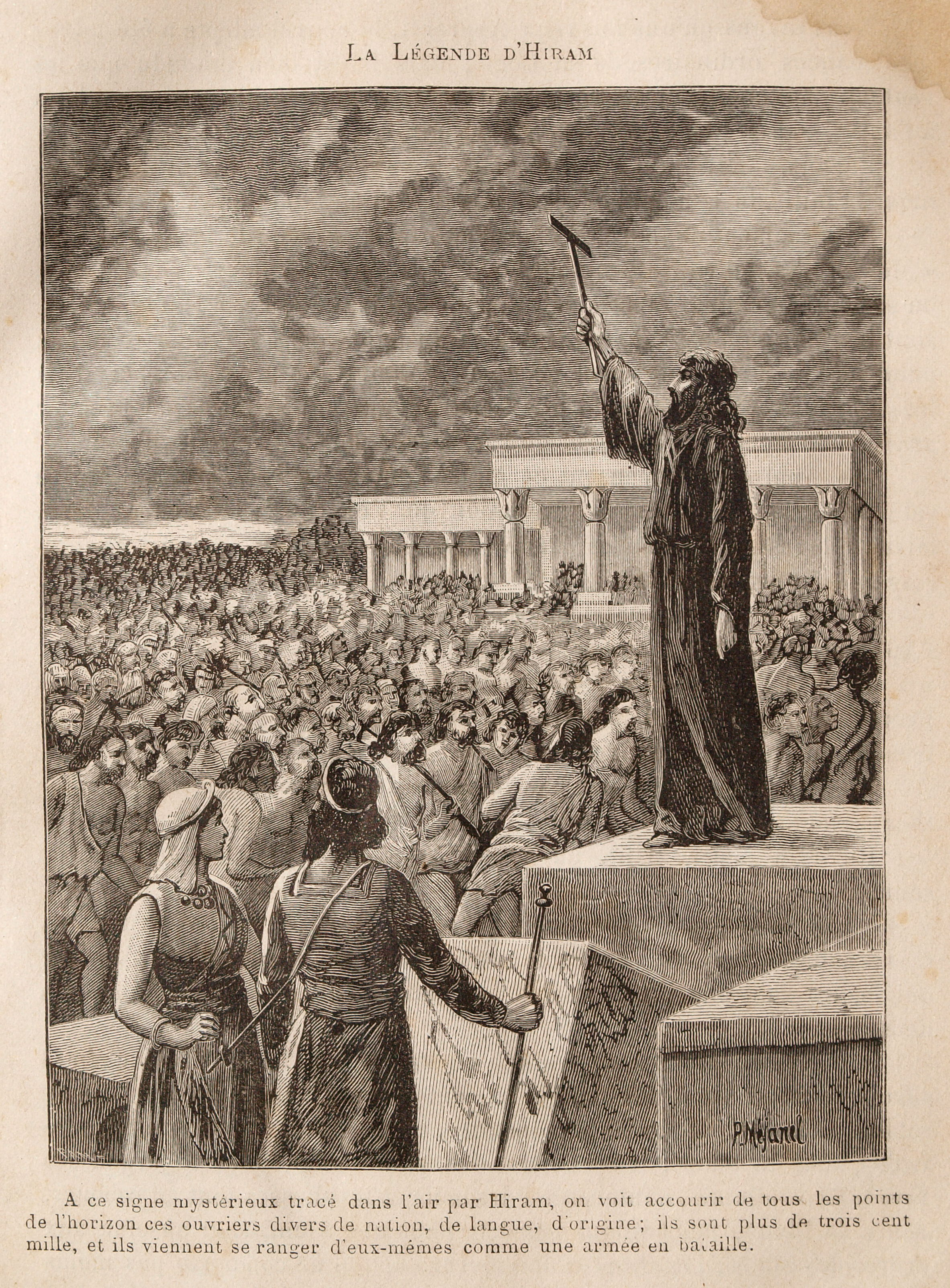
Representação de Hiram Abif, desenho de Pierre Méjanel

Hiram Abiff é uma figura alegórica mencionada no ritual maçônico, que é figurado como mestre de construção do templo do Rei Salomão.

## Hiram na Bíblia
O nome Hiram Abiff não consta na Bíblia, mas existem referências a pessoas chamadas Hiram que são:
- Hiram, rei de Tiro, referido em II Samuel 5:11[1] e em I Reis 5:15-32[2] por ter enviado material de construção e um homem para a construção do templo original de Jerusalém.
- Em I Reis 7:13–14, Hiram é descrito como um homem de Tiro que trabalhava em bronze, filho de uma viúva da tribo de Naftali.[3]

## Lenda
Nome de origem hebraica, posto os dois Hiram referidos na Bíblia proviessem do
Líbano. Temos Hiram ou Hirão rei de Tiro e Hiram Abiff, o artífice que esse Rei enviara a Salomão
para o embelezamento do Grande Templo. Hiram, o arquiteto, era filho de uma mulher da tribo de Dan e
de um homem tírio chamado Ur, que significa "forjador de ferro", consoante o relato bíblico em II
Crônicas, 10; ou filho de uma viúva da tribo de Naftali consoante refere Reis I, 7:13. O nome Hiram
pode ser traduzido como "Vida Elevada".
A lenda apresenta Hirão-Abi como salvador maçônico, e apregoa um rito de morte e ressurreição do seu salvador. Na lenda, Hirão-Abi é abordado três vezes para revelar o segredo de um Mestre Maçom, no projeto do Templo, senão perderá sua vida. Por duas vezes Hirão-Abi recusa com a frase: "Perco minha vida, mas não revelo os segredos", e por essa recusa é ferido. Na terceira vez, negando novamente os segredos a um terceiro enviado para obtê-los, Hirão-Abi é morto. No dia seguinte, Salomão envia um grupo para investigar e descobrir a respeito de Hirão-Abi. Seu corpo é encontrado embaixo de um pé de acácias.
Finalmente, então, meus irmãos, imitemos nosso Grande Mestre, Hirão-Abi, em sua conduta virtuosa, sua piedade genuína a Deus, em sua inflexível fidelidade ao que lhe está confiado, para que, como ele, possamos receber o severo tirano, a Morte, e recebê-lo como um gentil mensageiro enviado por nosso Supremo Grande Mestre, para nos transportar desta imperfeita para perfeita, gloriosa e celestial Loja lá em cima, em que o Supremo Arquiteto do Universo preside.
Lynn Perkins escreve:
Portanto, a Maçonaria ensina que a redenção e salvação são ambos o poder e a responsabilidade do maçom individual. Salvadores como Hirão-Abi podem mostrar o caminho, mas os homens precisam sempre seguir e demonstrar, cada um por si, seu poder de salvarem-se a si mesmos.
Albert Mackey esclarece que a história de Hiram visa
...ensinar a imortalidade da alma. Esse, ainda, é o principal propósito do terceiro grau da Maçonaria. Esse é o escopo e objetivo do seu ritual. O Mestre Maçom representa o homem em suas três fases  - infância, adulta e velhice -, que são tão fugidias quanto as sombras, porém ressuscitado do túmulo da iniquidade, e despertado para uma outra e melhor existência. Por sua lenda e por todo seu ritual, é implícito que fomos redimidos da morte do pecado... O Mestre Maçom representa um homem salvo do túmulo da iniquidade, e ressuscitado para a fé da salvação.

## O Assassinato

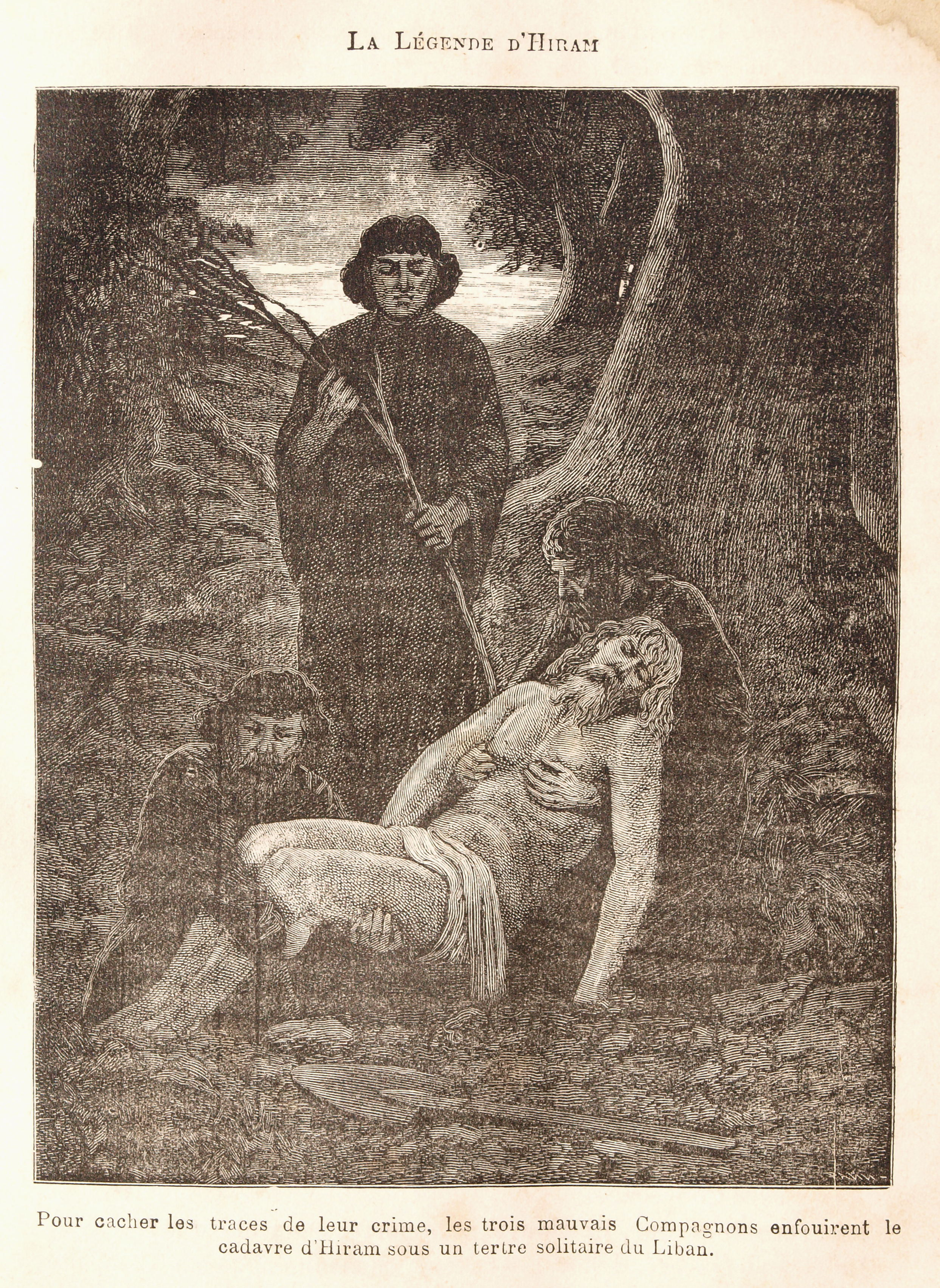
Os assassinos de Hiram: Jubela, Jubelo e Jubelum, o Juwes